# Площадь Академика Люльки
Площадь Академика Лю́льки — площадь в Северо-Восточном административном округе города Москвы на территории Алексеевского района. Площадь расположена между улицей Бориса Галушкина, улицей Константинова и улицей Космонавтов.

## Происхождение названия
Названа 14 декабря 1984 года в честь Архипа Михайловича Люльки (1908—1984), академика, конструктора авиационных двигателей.

## Транспорт
Рядом с площадью проходят трамвайные маршруты 11, 25 и автобусные маршруты 286, 311, 378, 414 и 714.